# Centaure mourant

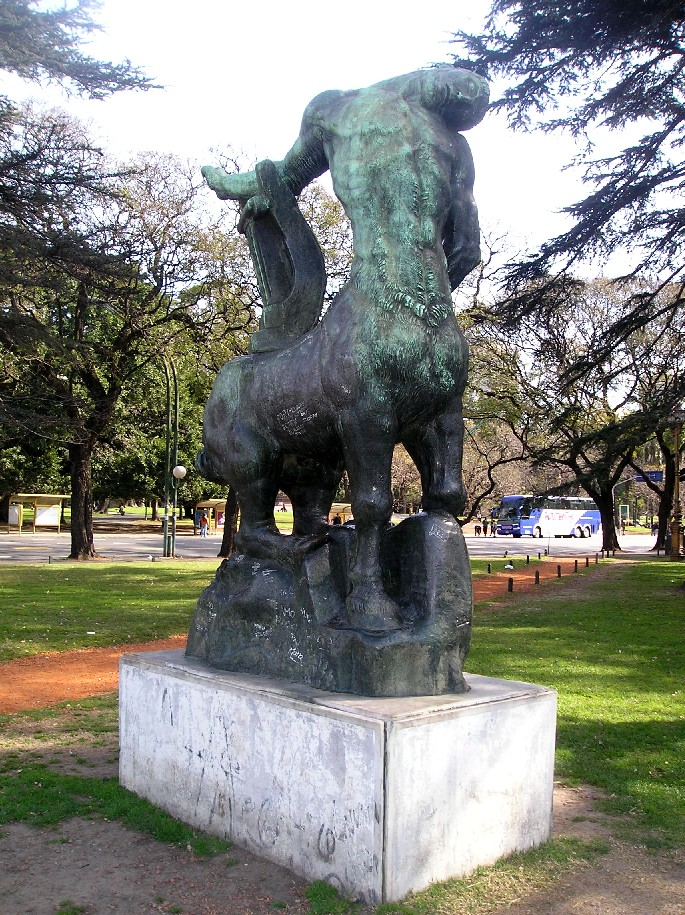
Centaure mourant, Plaza Francia (Buenos Aires)

Centaure mourant is een bronzen beeld van de Franse beeldhouwer Émile-Antoine Bourdelle (1861-1929) uit 1914.

## Beschrijving
Het beeld stelt de centaur (half mens, half paard) Cheiron voor. Hij was de leermeester van Apollo en werd dodelijk verwond door Herakles. Bourdelle maakte verschillende werken op basis van de Griekse mythologie en was gefascineerd door de figuur van Cheiron. Die stelde voor de kunstenaar de strijd maar ook de samenwerking tussen geest en materie voor. De stervende centaur houdt een lier vast, het instrument van Apollo als god van de muziek en de poëzie, en symbool voor het streven naar het ideale.
Bourdelle ontwierp het beeld om van onderuit te worden aanschouwd. Dit verklaart de vervorming van het lichaam. De menselijk romp is buiten proportie lang in vergelijking met de korte paardenbenen. Deze vervorming, samen met de gebogen nek en de lijn van de arm, liggen ook in de lijn van een zoektocht naar een perfecte geometrische figuur.
Bourdelle maakte twee versies van het beeld, een met baard en een zonder baard.

## Geschiedenis
Inspiratiebron voor het beeldhouwwerk vormde het fresco La Mort du (dernier) Centaure dat Bourdelle maakte voor de inkomhal van het Théâtre des Champs-Elysées in Parijs. Hij bouwde ook verder op zijn beroemde beeld Héraklès archer. In 1911 maakte hij een eerste studie voor het beeld. In 1914 maakte hij een eerste schaalmodel en later dat jaar het definitieve kleimodel op ware grootte.

## Exemplaren
Het Musée Bourdelle in Parijs bezit een exemplaar in brons en een in gips.
In Montauban, de geboortestad van Bourdelle, is een bronzen exemplaar van het beeld geplaatst op de Square Picqart. Op hetzelfde plein staat nog een andere werk van Bourdelle, Autoportrait à 60 ans, een zelfportret uit 1925 dat rond 1950 geïncorporeerd werd in een monument ter ere van de kunstenaar.
Andere bronzen exemplaren staan in het Musée Maurice Denis (Saint-Germain-en-Laye) en op het Plaza Francia (Buenos Aires).

## Galerij

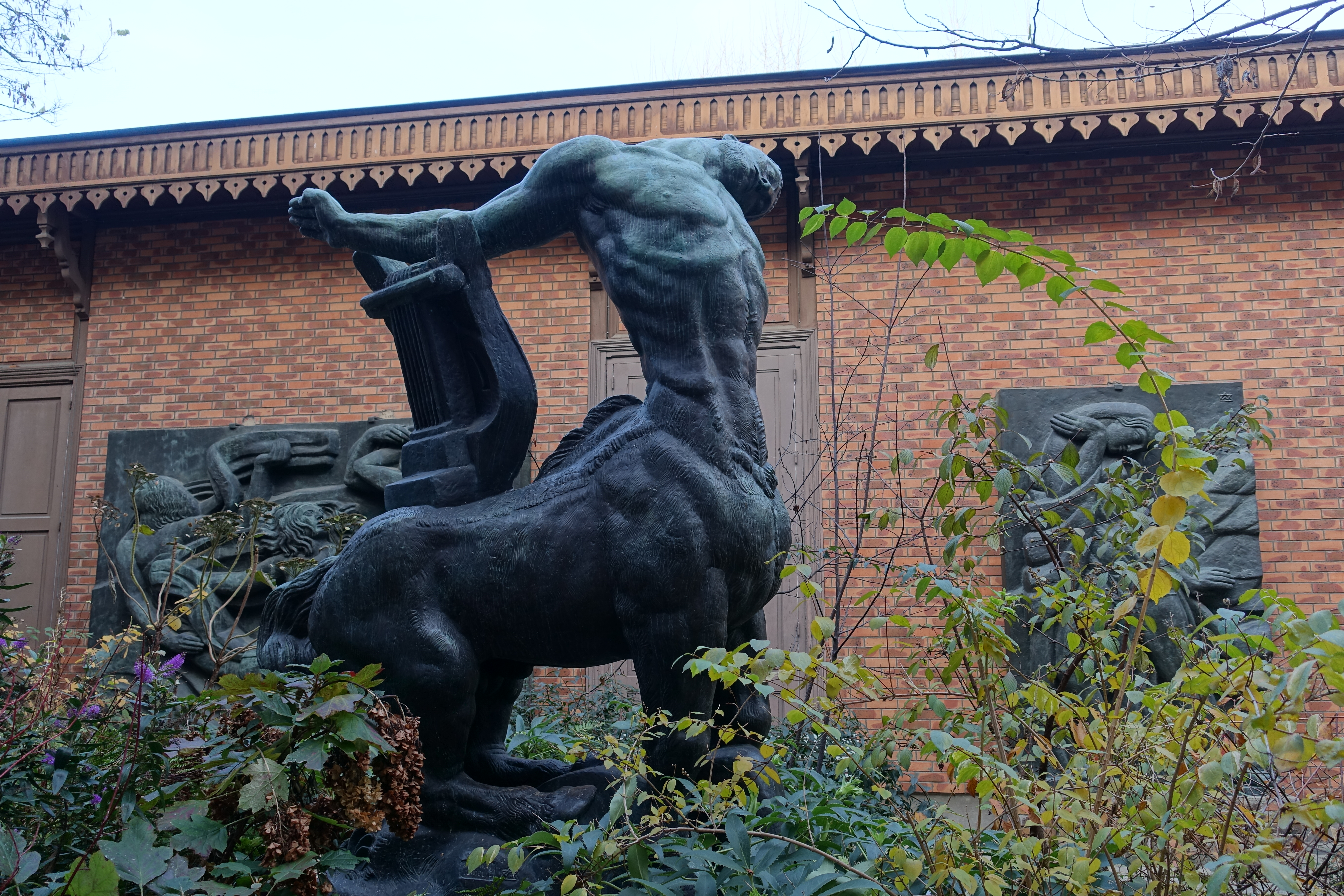
Bronzen beeld, Musée Bourdelle
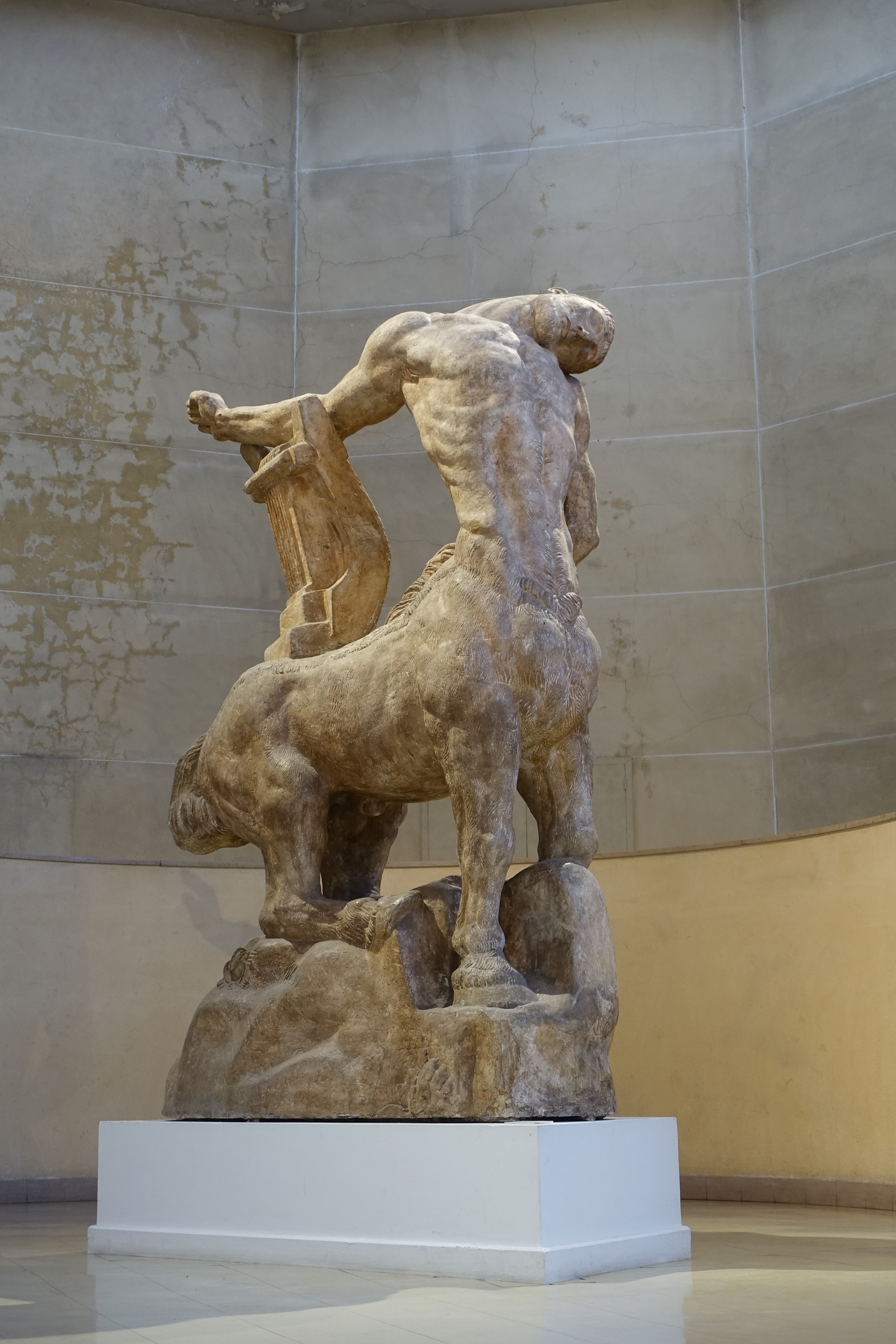
Plaasteren beeld, Musée Bourdelle